# تورک، لهستان
تورِک، لهستان (به لاتین: Turek, Poland) یک شهر در لهستان است که در شهرستان تورِک واقع شده‌است.

## خصوصیات
تورک ۱۶٫۱۶ کیلومترمربع مساحت و ۲۹٬۳۰۲ نفر جمعیت دارد و ۱۱۳ متر بالاتر از سطح دریا واقع شده‌است.